# Dyrefod
Dyrefod er en meget lille ubeboet ø i Storstrømmen nord for Falster. Øen er ca. 300 m lang og under 100 m bred.
Dyrefod er hjemsted for en større skarvkoloni med over 1000 reder, og en mindre sælkoloni holder også til på øen.